# Julia Brown (Volleyballspielerin, 1996)
Julia Kathryn Brown (* 3. Februar 1996 in Davidson, North Carolina) ist eine US-amerikanische Volleyballspielerin. Sie spielt seit 2022 für den VfB Suhl LOTTO Thüringen.

## Karriere
Während sie zwischen 2014 und 2017 die North Carolina State University besuchte, spielte Julia Brown für die universitätseigene Volleyballmannschaft. Nach ihrer Universitätszeit spielte sie jeweils eine Saison für Hylte/Halmstad VBK aus Schweden, Istres Provence Volley aus Frankreich, Geneve Volley aus der Schweiz und ASKÖ Linz Steg aus Österreich. Mit der Mannschaft aus Linz konnte sie sich in der Saison 2020/21 die österreichische Meisterschaft sichern. Zur Saison 2021/22 wechselte sie in die Bundesliga und schloss sich dort NawaRo Straubing an. Für ihren neuen Verein gab sie direkt im ersten Ligaspiel gegen den USC Münster am 6. Oktober 2021 ihr Debüt in der Bundesliga und wurde nach Ende des Spiels als MVP ihres Teams ausgezeichnet. Mit der Mannschaft aus Straubing belegte sie in der Hauptrunde der Saison den elften Platz, wodurch man die Qualifikation für die Playoffs verpasste.
Zur neuen Saison schloss sie sich den Ligakonkurrenten VfB Suhl LOTTO Thüringen. Mit ihrer neuen Mannschaft beendete sie die Hauptrunde der Saison auf den sechsten Platz, sodass sie sich für die Playoffs qualifizierte. Dort unterlag das Team im Achtelfinale den SC Potsdam. Zudem war sie mit dem VfB Suhl im Challenge Cup vertreten. Die Mannschaft erreichte das Halbfinale, in dem sie dem späteren Titelträger Chieri '76 Volleyball unterlag.